# Rosa Menga
Pour les articles homonymes, voir Menga.
Rosa Menga, née le 7 août 1992 à Foggia (Italie), est une femme politique italienne.

## Biographie
Rosa Menga naît le 7 août 1992 à Foggia.
Elle est élue députée Mouvement 5 étoiles (M5S) lors des élections générales de 2018.